# René Beyens
René Beyens (París, 3 de enero de 1920 – Etterbeek, 7 de junio de 2004) fue un ciclista belga. Disputó las ediciones de la Vuelta a España del 1947. Su mejor actuación fue un segundo puesto en el Gante-Wevelgem de 1947.

## Palmarés
1946
- 1.º en Malderen
- 1.º en Strombeek-Bever
- Victoria de etapa de la Vuelta a Bélgica

1947
- 1.º en Chapelle-lez-Herlaimont
- 1.º en Anciaux

1949
- 1.º en Quaregnon